# 寒河駅
寒河駅（そうごえき）は、岡山県備前市日生町寒河にある、西日本旅客鉄道（JR西日本）赤穂線の駅である。駅番号はJR-N16。
日生運動公園、備前市スケートボード場やアーチェリー場への最寄り駅。
赤穂線では相生側から見て岡山県内最初の駅であり、当駅以西は管轄も中国統括本部に変わる。隣の備前福河駅から東は近畿統括本部管轄である。なお、運転系統上の実質的な両組織の境界は播州赤穂駅である。
駅番号は岡山駅 - 当駅間で設定されているが、播州赤穂駅方面では設定されていない。

## 歴史
- 1962年（昭和37年）4月1日：国鉄赤穂線備前福河駅 - 日生駅間に新設[3]。気動車の旅客のみ取扱う無人駅[4]。
- 1987年（昭和62年）4月1日：国鉄分割民営化により、西日本旅客鉄道（JR西日本）の駅となる[1]。
- 2018年（平成30年）9月15日：ICOCA対応IC専用機導入。ICOCAの利用が可能となる[5]。

## 駅構造
岡山方面に向かって右側に単式ホーム1面1線を有する地上駅（停留所）。ホームは嵩上げされていないため列車とホームには大きな段差がある。無人駅で駅舎は無い。列車交換が出来ない棒線駅のため、岡山方面行・播州赤穂方面行双方が同一ホームに発着する。
ICカード読取装置がある。

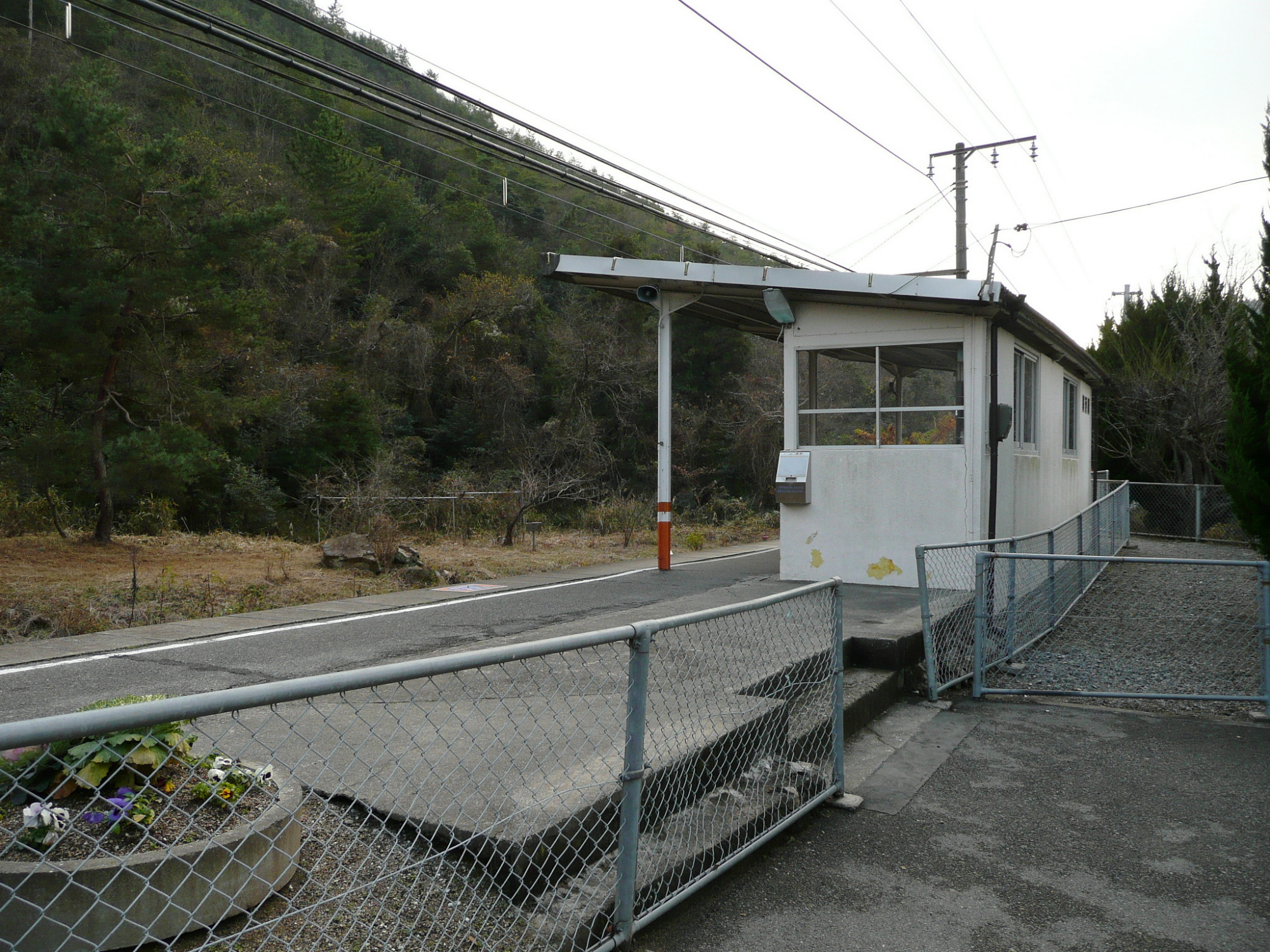
駅入口（2008年1月）
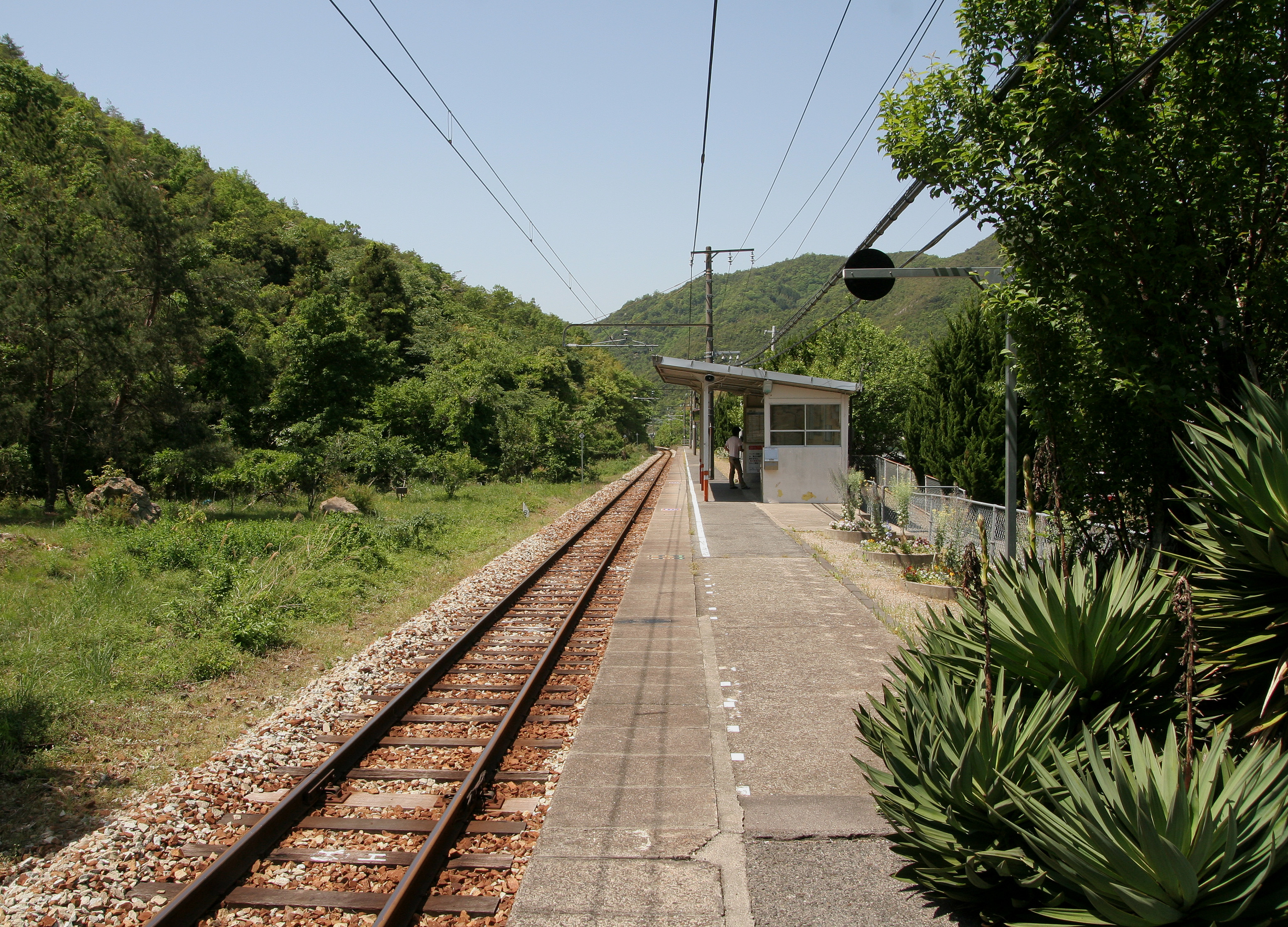
構内（2008年5月）

## 利用状況
近年の1日平均乗車人員の推移は以下の通り
。
| 乗車人員推移 | 乗車人員推移 |
| 年度         | 1日平均人数  |
| ------------ | ------------ |
| 1989         | 219          |
| 1990         | 223          |
| 1991         | 219          |
| 1992         | 229          |
| 1993         | 218          |
| 1994         | 213          |
| 1995         | 224          |
| 1996         | 222          |
| 1997         | 198          |
| 1998         | 189          |
| 1999         | 189          |
| 2000         | 180          |
| 2001         | 200          |
| 2002         | 209          |
| 2003         | 203          |
| 2004         | 189          |
| 2005         | 184          |
| 2006         | 177          |
| 2007         | 172          |
| 2008         | 173          |
| 2009         | 178          |
| 2010         | 181          |
| 2011         | 181          |
| 2012         | 157          |
| 2013         | 159          |
| 2014         | 145          |
| 2015         | 160          |
| 2016         | 161          |
| 2017         | 165          |
| 2018         | 184          |
| 2019         | 177          |
| 2020         | 143          |
| 2021         | 137          |
| 2022         | 141          |
| 2023         | 138          |

## 駅周辺

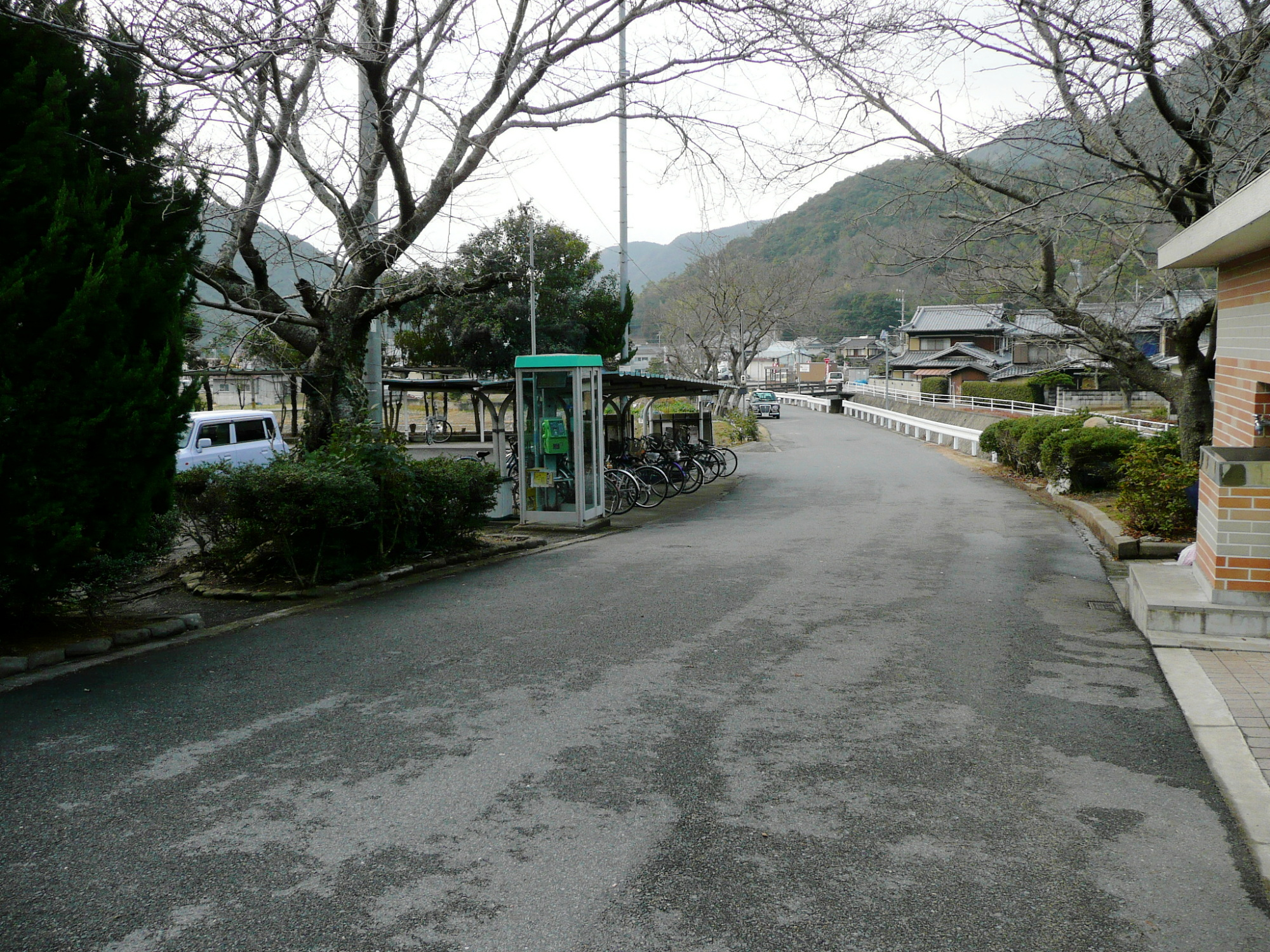
駅前（2008年1月）

片側は山に面する。その反対側は山間の集落となっており、農地や八幡宮がある。駅から南西に進むと日生運動公園に至る。
- 備前市立日生東小学校
- 備前市立日生認定こども園
- 寒河八幡宮[7]
- 日生運動公園[8]
- 国道250号
- 岡山県道397号寒河本庄岡山線
- 備前市営バス「寒河中」停留所：■日生線

## 隣の駅
西日本旅客鉄道（JR西日本）
 赤穂線
備前福河駅 - 寒河駅 (JR-N16) - 日生駅 (JR-N15)